# Aleksandrov
Aleksandrov (ruski: Алекса́ндров) je grad u Vladimirskoj oblasti, Rusija. Nalazi se na 56°21′N 38°49′E / 56.350°N 38.817°E, na jugoistočnom dijelu Smolensko-moskovske uzvisine, 125 km sjeverozapadno od grada Vladimira.
Broj stanovnika: 67.200 (2001.)
Osnovan je sredinom 14. stoljeća, a gradski status je stekao 1778. godine. 
Grad Aleksandrov također ulazi u Zlatni prsten Rusije.